# Parque Nacional dos Lagos de Plitvice
O Parque Nacional Plitvice está situado na Croácia. Trata-se de um parque nacional que se estende por 20000 hectares de bosques e de lagos, no coração dos Balcãs. Cascatas, lagos, abundante vegetação, abundância de aves e de ursos entre a sua fauna.
Os lagos dividem-se em dois grandes grupos, os lagos superiores e os lagos inferiores. Desde 1949 que este conjunto natural tem a designação de Parque Nacional e, desde 1979, de Património da Humanidade, pela UNESCO.
Há zonas que podem ser visitadas no Verão, outras no Inverno, e, no geral, não há lugares inacessíveis. Tem como problemas a abundante e frondosa vegetação na Primavera, e a neve a algumas cotas no Inverno.
O Parque Nacional dos Lagos de Plitvice (Plitivicka Jazera, em croata), com 300km2 de área, foi fundado em 1949 e, trinta anos depois, em 1979, entrou para a lista da Unesco de Patrimônios Naturais da Humanidade. São 16 lagos nos mais diferentes tons de azul e verde, conectados por cachoeiras de todos os tamanhos, divididos em dois grupos: lagos superiores (12 lagos) e lagos inferiores (4 lagos). Os passeios são feitos pelas passarelas que cruzam os lagos, nos caminhos de terra que ficas nas margens e uma parte em barco.  